# Formal (liturgia)

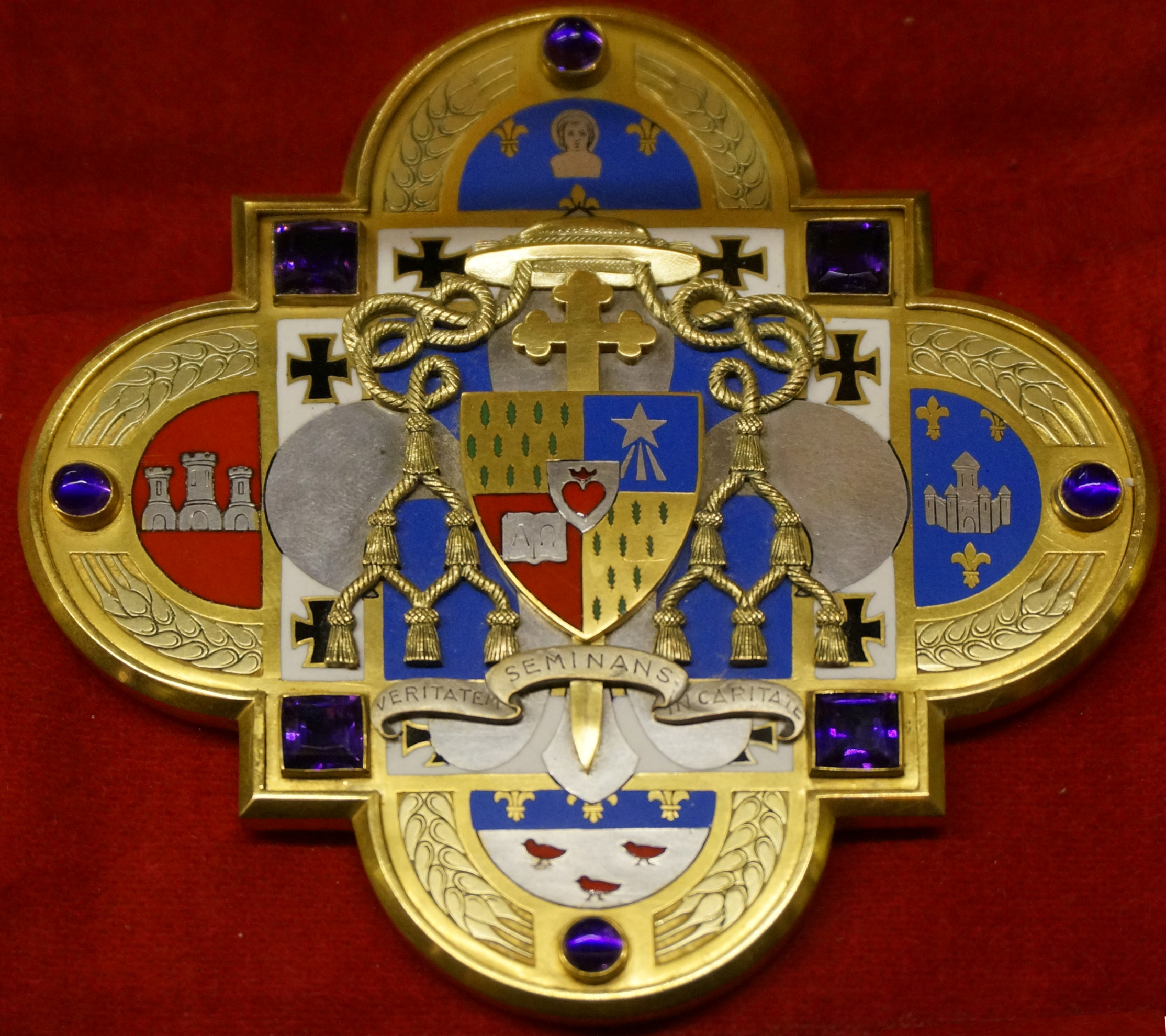
Un formal del Tesoro de la Catedral de Laon.

Un formal o racional es un broche metálico o fíbula adornado y a menudo enjoyado que es parte de la capa pluvial de obispos y otros dignatarios de la iglesia. Sirve para unir y cerra la capa en el pecho del que la llevaba, uniendo las bandas o tiras delanteras que tiene la prenda. Los papas también han usado formales vivamente decorados.
Con el tiempo, algunos formales perdieron su función práctica en la vestimenta, y se añadían a la capa del obispo como adorno pectoral externo, después de haberse atado las bandas de este previamente. Se guardan formales ricamente adornados con trabajos de orfebrería, ornamentos con perlas, piedras preciosas, esmaltes y en cuanto a figuras, pueden mostrar diseños arquitectónicos, imágenes de santos, viñas, flores y demás. Son asimismo variados en formas.

## Ejemplos

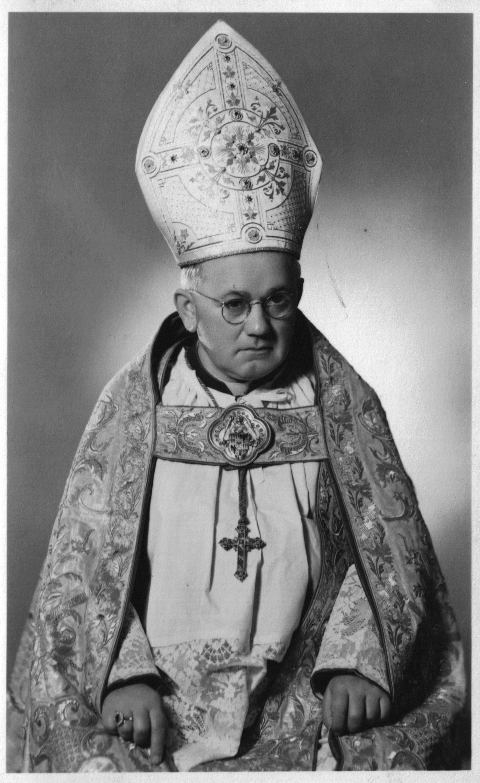
El arzobispo polaco Josef Karel Matocha posa con pluvial y formal.
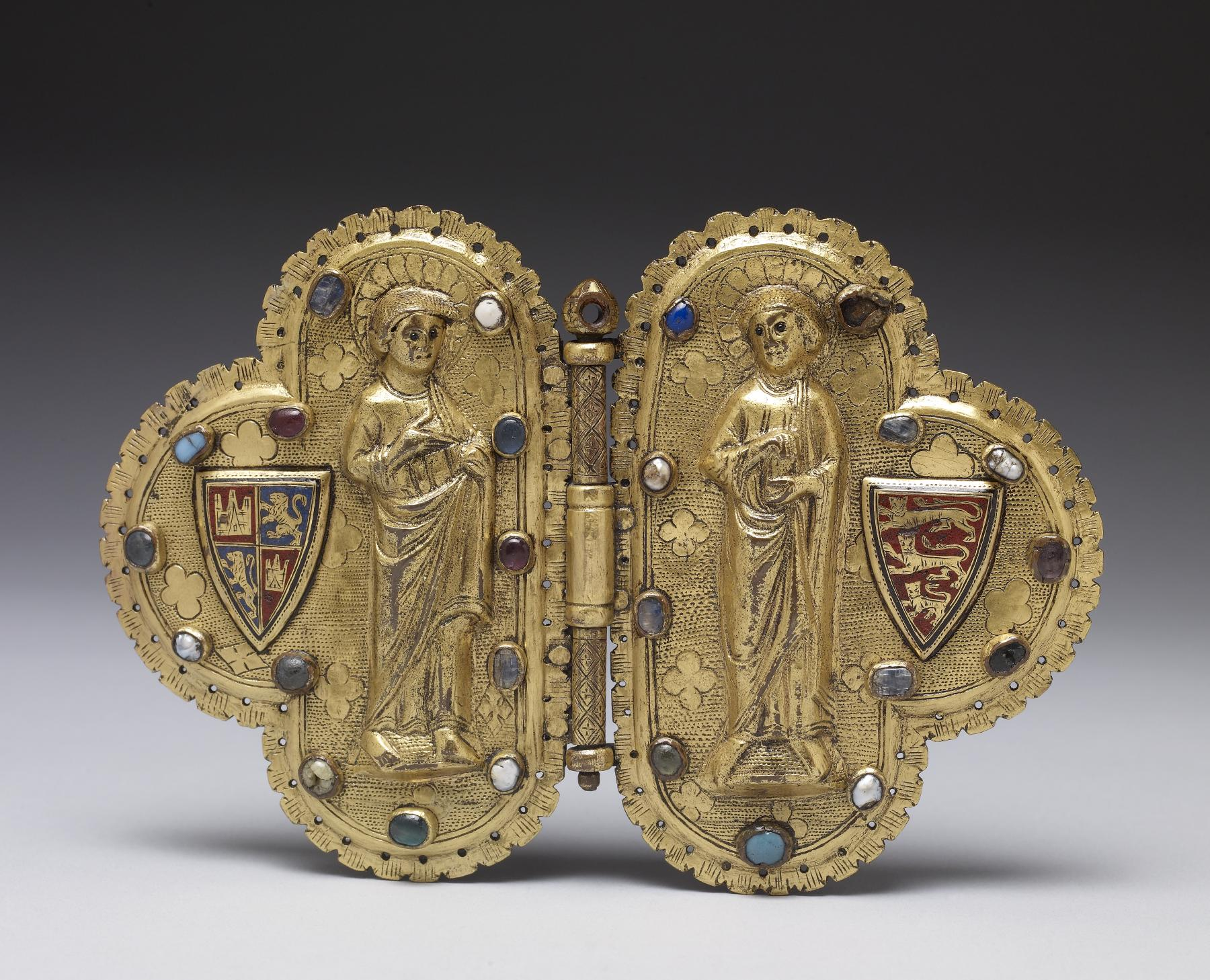
Apóstoles y heráldica en un formal medieval inglés: los escudos de Castilla y León a la izquierda e Inglaterra a la derecha sugieren que además de un pluvial de obispo, formó parte de una capa ceremonial usada bien por Leonor de Castilla o su marido el rey Eduardo I de Inglaterra.
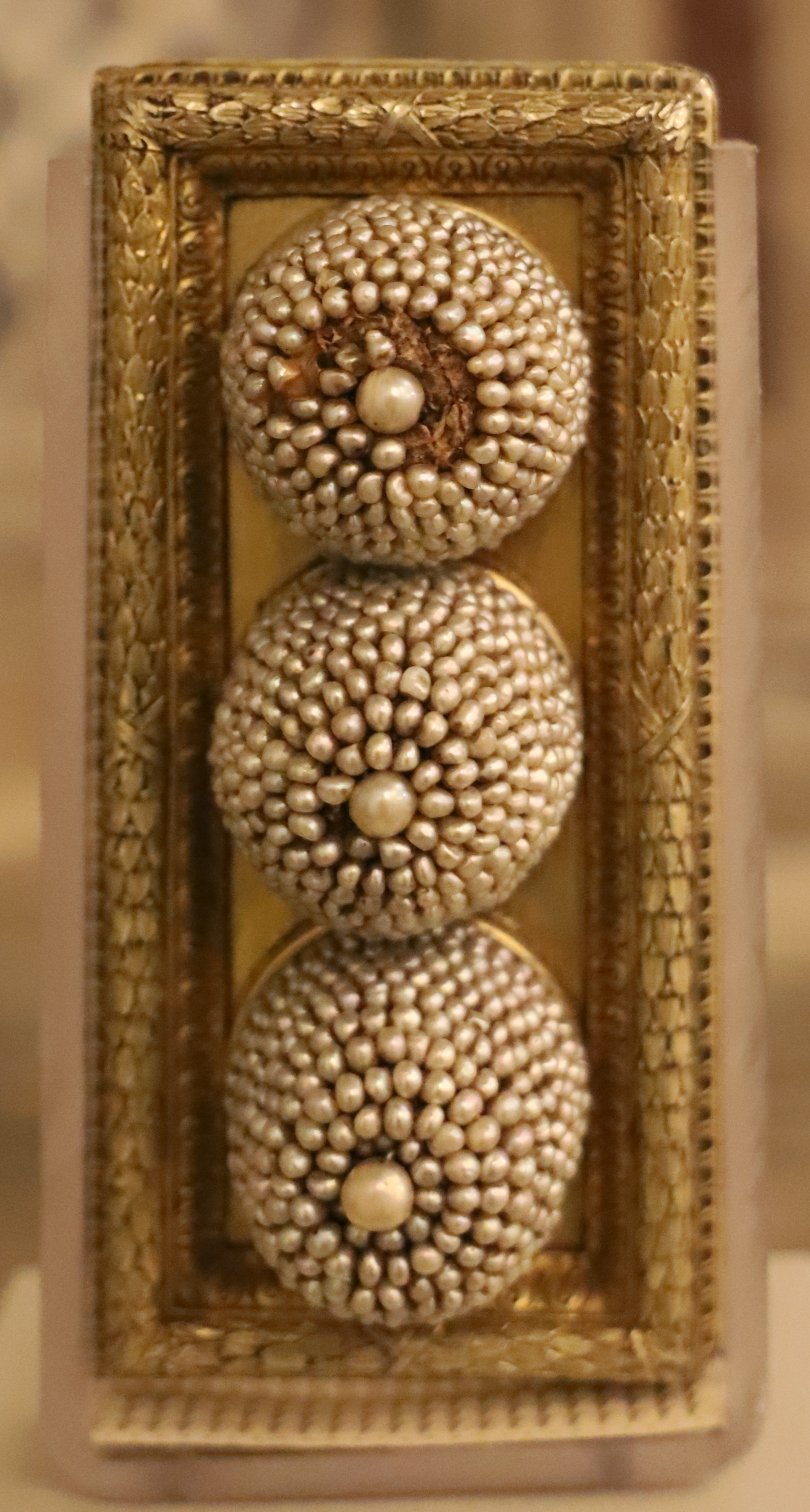
Formales en forma de botones de perlas sobre plata dorada (siglo XVI, Italia)
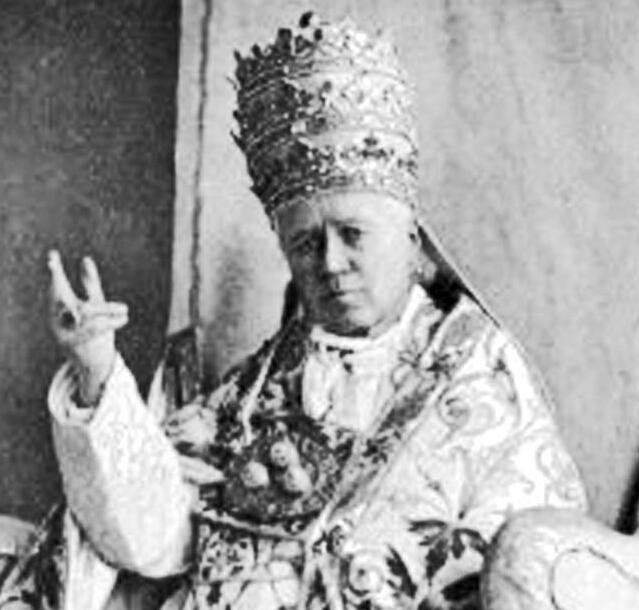
Formal penitencial con tres botones o piñas similares al ejemplo italiano de al lado, en un retrato del papa Pío X (formal que también usó Benedicto XVI).